# Wapen van Veracruz de Ignacio de la Llave
Het wapen van Veracruz de Ignacio de la Llave is sinds 23 november 1954 het officiële symbool van de Mexicaanse staat Veracruz de Ignacio de la Llave (meestal Veracruz genoemd). Eerder, in 1523 door keizer Karel V, werd het al verleend aan de stad Veracruz; het is daarom dat oude Spaanse symboliek overheersend is in het wapen.
Het schild bestaat uit twee velden, een groen en een blauw. In het groene veld staat een toren, als symbool van macht, grootsheid en de verdediging van het gebied tegen de indianen. In het blauwe veld (deze kleur verwijst naar de zee) worden de Zuilen van Hercules afgebeeld, waaromheen het motto Plus Ultra (Steeds Verder), de wapenspreuk van Karel V en van Spanje, is gewikkeld. De zuilen moeten de Spaanse macht op zee en overzee uitbeelden. Boven de twee velden staat een Maltezer kruis met daarin het Latijnse woord Vera ("Heilig"). Dit verwijst naar het Heilige Kruis en daarmee naar de naam van de staat en de stad.
De rand van het schild bestaat uit een gele binnenrand en een roze buitenrand. In de binnenrand staan dertien blauwe vijfpuntige sterren als verwijzing naar de provincies die in de 16e eeuw onder Veracruz vielen.
Het wapen staat centraal in de vlag van Veracruz de Ignacio de la Llave.